# Dystrykt Wschodni (Ewangelicki Kościół Augsburskiego Wyznania na Słowacji)
Dystrykt Wschodni (pełna nazwa: Dystrykt Wschodni Ewangelickiego Kościoła Augsburskiego Wyznania na Słowacji, słow. Východný dištrikt Evanjelickej cirkvi augsburského vyznania na Slovensku) – dystrykt Ewangelickiego Kościoła Augsburskiego Wyznania na Słowacji z siedzibą w Preszowie. Podzielony jest na 6 senioratów, na które składają się 132 zbory.

## Historia
Ustanowienie Republiki Czechosłowackiej 28 października 1918 roku umożliwiło rozwój samodzielnego kościoła ewangelickiego na Słowacji. 21 stycznia 1919 roku minister do spraw Słowacji Vavro Šrobár zwołuje w kościele ewangelickim w Żylinie spotkanie siedemdziesięciu przedstawicieli kościoła, na którym zapada decyzja o autonomii słowackiego kościoła luterańskiego. 2 kwietnia 1919 roku Rada Generalna dzieli administracyjnie kościół na dwa dystrykty, a te na senioraty. Zostali również wybrani administratorzy dystryktów i senioratów do czasu zwołania najbliższego Synodu. Od 18 stycznia do 24 maja 1921 roku w Trenczyńskich Cieplicach odbywał się pierwszy Synod, który przyjął nową konstytucję kościoła, potwierdzającą jego podział na dwa dystrykty – wschodni i zachodni. Wschodni dystrykt tworzyło dziewięć senioratów: Abovsko-zempliński, Gemerski, Liptowski, Malohoncki, Orawski, Podtatrzański, Spiski, Szaryski i Turczański. Należało do niego 160 zborów. Kolejną konstytucję kościoła przyjęto w 1953 roku. Dzieliła ona dystrykt na następujące senioraty: Gemerski, Koszycki, Liptowsko-Orawski, Szarysko-Zempliński, Tatrzański i Turczański. Po przyjęciu ustawy z roku 1993 w Uhrovcu liczba senioratów nie zmieniła się.

## Organy dystryktu
Najwyższym organem dystryktu jest konwent dystryktu, który tworzą:
- członkowie prezbiterstwa dystryktu
- członkowie prezydencji senioratów
- delegaci senioratów
- przewodniczący urzędu biskupiego dystryktu – głos doradczy

## Biskupi dystryktu po 1919 roku
- Jur Janoška (administrator w latach 1919–1921, w funkcji biskupa w latach 1922–1930, równocześnie biskup generalny kościoła)
- Vladimír Pavol Čobrda (1930–1953), w latach 1933–1951 również biskup generalny
- Július Krčméry (1953–1958)
- Štefan Kátlovský (1958–1968)
- Juraj Lukáč, administrator (1969)
- Július Filo (1970–1994)
- Ján Midriak (1994–2000)
- Igor Mišina (2000–2006)
- Jozef Havrila, administrator (2006–2008)
- Slavomír Sabol (2008–2020)
- Peter Mihoč (2020– )

## Siedziby biskupów
- Liptowski Mikułasz (1919–1930)
- Preszów (1930–1945)
- Koszyce (1945–1994)
- Preszów, Svätopluková ulica (1994–1998)
- Preszów, Hlavná ulica – Staré kolégium (1998-....)

## Senioraty
W skład dystryktu wchodzą następujące senioraty:
- Seniorat turczański (Turčiansky seniorát)
- Seniorat liptowsko-orawski (Liptovsko-oravský seniorát)
- Seniorat koszycki (Košický seniorát)
- Seniorat szarysko-zempliński (Šarišsko-zemplínsky seniorát)
- Seniorat tatrzański (Tatranský seniorát)
- Seniorat gemerski (Gemerský seniorát)